# Schlacht um Chafdschi

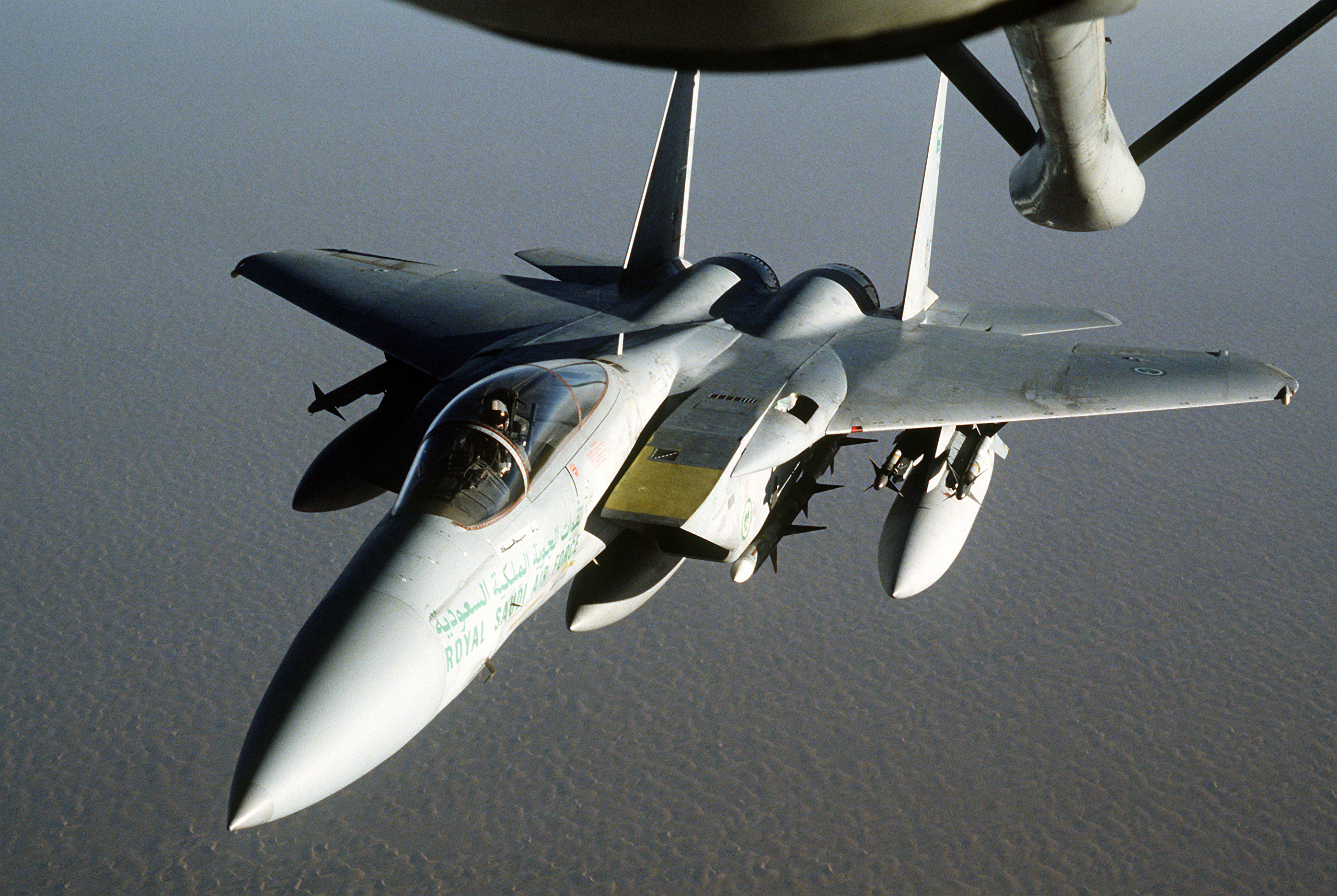
Saudische F15 wird nach einem Kampfeinsatz von einem KC-135 Stratotanker der US Air Force betankt

Die Schlacht um Chafdschi war der erste größere Infanteriekampf im Zweiten Golfkrieg.
Der Kampf begann, nachdem drei (seit dem 17. Januar durch alliiertes Dauerbombardement geschwächte) irakische Divisionen unerwartet US- und alliierte arabische Truppen über die kuwaitisch-saudische Südgrenze hinweg angegriffen hatten. Diese Angriffe wurden zurückgeschlagen, banden allerdings Kräfte. Dies nutzte die irakische 5. mechanisierte Division, um entlang der Golfküste gut zehn Kilometer tief in saudisches Territorium vorzustoßen und die Industriestadt Chafdschi (arabisch الخفجي, DMG al-Ḫafǧī, gemäß englischer Transkription Khafji) in Saudi-Arabien am Abend des 29. Januar einzunehmen. Nach US-Einschätzung wollte die irakische Seite damit einen Abnutzungskrieg auf dem Boden auslösen, nachdem sie in den Tagen zuvor zunehmend hilflos den alliierten Luftschlägen gegenüber gestanden hatte. Die Stadt selbst war bereits zuvor evakuiert worden, da sie in der Reichweite der Artillerie irakischer Besatzungstruppen in Kuwait lag.
Als Reaktion griff die saudische Luftwaffe irakische Stellungen mit F-15-Kampfflugzeugen an. Anschließend starteten zwei Bataillone der saudischen Nationalgarde und zwei Panzerkompanien der katarischen Streitkräfte eine Offensive und vertrieben die irakischen Truppen in zweitägigen Gefechten aus Chafdschi. Saudi-Arabien setzte 40.000 Soldaten und Katar 2.000 Soldaten in der Bodenoffensive ein. Zwei katarische Kampfpanzer vom Typ AMX-30 und mindestens sieben saudische Spähpanzer vom Typ V-150 wurden von den Irakern zerstört.

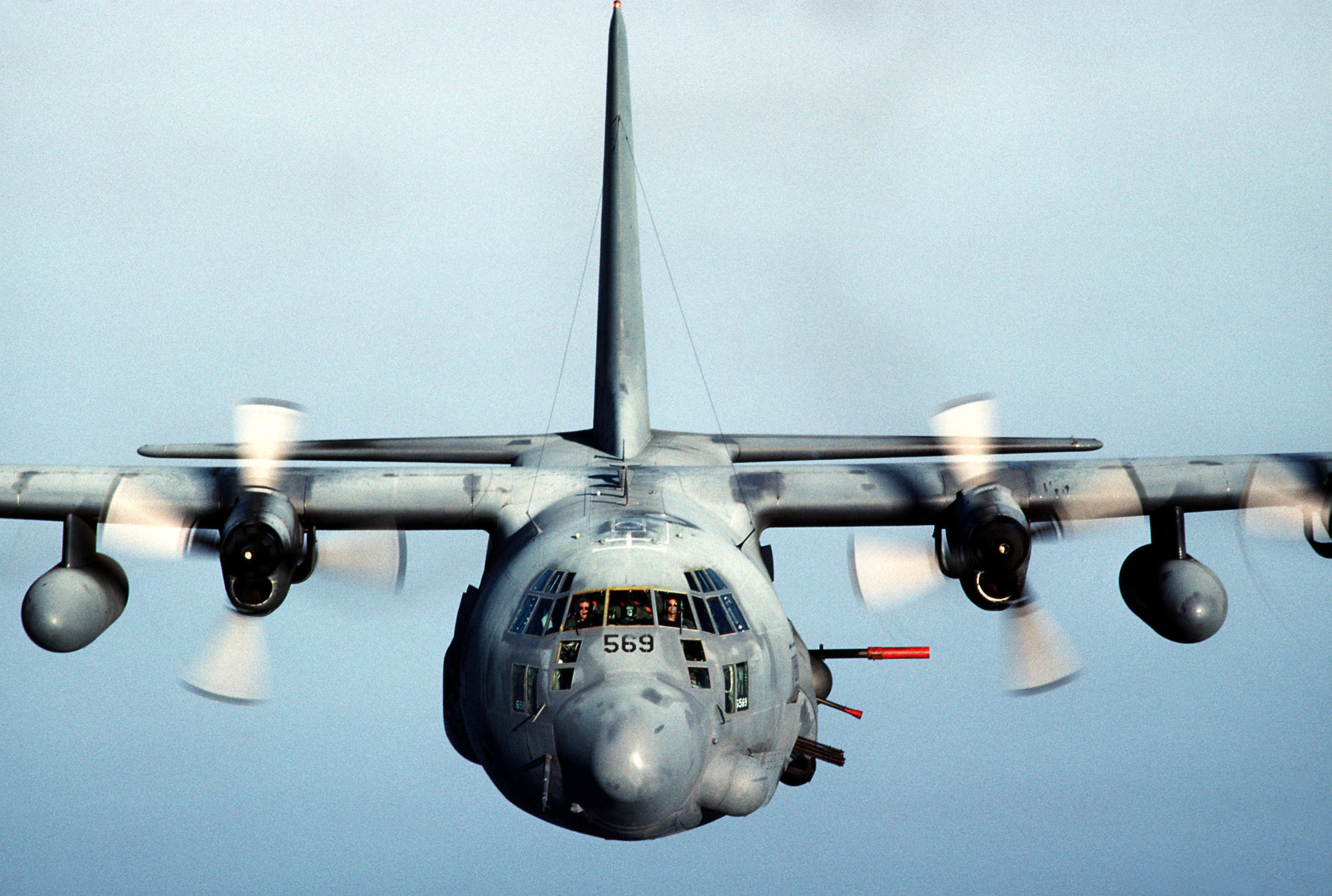
AC-130H Spectre Gunship

Die USA unterstützten die Offensive mit Artilleriefeuer, teils von See aus, und Luftangriffen. Während der Schlacht um Chafdschi wurde eine Lockheed AC-130H Spectre Gunship von der irakischen Luftabwehr abgeschossen, als diese im Gegensatz zu ihrer Einsatzdoktrin bei Tageslicht eingesetzt wurde. Dies war der bislang (Stand: 15. Juli 2012) einzige dokumentierte kriegsbedingte Verlust einer dieser Maschinen.